# Michael A. Stevenson
Michael A. Stevenson (* vor 1960) ist ein US-amerikanischer Filmeditor.
Er ist seit Anfang der 1970er Jahre als Filmeditor für den US-Film tätig, dabei die ersten Jahre noch als Schnitt-Assistent. Insgesamt arbeitete er an mehr als 25 Produktionen mit, dabei überwiegend im Bereich der Familienunterhaltung. 1985 wurde er für den Schnitt des Films Das brennende Bett für einen Primetime-Emmy nominiert.

## Filmografie (Auswahl)
- 1978: Der Schmalspurschnüffler (The Cheap Detective)
- 1978: Das verrückte California-Hotel (California Suite)
- 1979: Das zweite Kapitel (Chapter Two)
- 1980: Fast wie in alten Zeiten (Seems Like Old Times)
- 1982: Annie
- 1982: Der Spielgefährte (The Toy)
- 1984: Das brennende Bett (The Burning Bed, Fernsehfilm)
- 1985: Gotcha! – Ein irrer Trip (Gotcha!)
- 1986: Ein toller Hund (Spot Marks the X, Fernsehfilm)
- 1987: Noch drei Männer, noch ein Baby (Three Men and a Baby)
- 1989: Liebling, ich habe die Kinder geschrumpft (Honey, I Shrunk the Kids)
- 1989: Schöne Bescherung (Christmas Vacation)
- 1990: Drei Männer und eine kleine Lady (Three Men and a Little Lady)
- 1992: Liebling, jetzt haben wir ein Riesenbaby (Honey, I Blew Up the Kid)
- 1993: Herkules und die Sandlot-Kids (The Sandlot)
- 1993: Kuck mal, wer da jetzt spricht (Look Who’s Talking Now)
- 1996: Ein tierisches Trio – wieder unterwegs (Homeward Bound II: Lost in San Francisco)
- 1997: Aus dem Dschungel, in den Dschungel (Jungle 2 Jungle)
- 1997: Flubber
- 1999: Muppets aus dem All (Muppets from Space)
- 2001: Just Visiting
- 2001: Cats & Dogs – Wie Hund und Katz (Cats & Dogs)
- 2002: Kevin – Allein gegen alle (Home Alone 4)
- 2004: Garfield – Der Film (Garfield: The Movie)